# John Meillon
John Meillon (Mosman, 1º maggio 1934 – Neutral Bay, 11 agosto 1989) è stato un attore australiano.

## Biografia
Nato a Mosman, Sydney, suo fratello era il regista Bob Meillon (1943-2012). Iniziò la sua carriera d'attore all'età di undici anni nel serial radiofonico dell'Australian Broadcasting Corporation Stumpy, e nello stesso anno fece la sua prima apparizione teatrale. Entrò nella Shakespeare Touring Company all'età di sedici anni. Come tanti altri attori australiani, lavorò in Inghilterra dal 1959 al 1965. Apparve spesso nella serie TV My Name's McGooley, What's Yours (1966). Interpretò due episodi di Skippy (1968-1969), nel ruolo di Nimble Norris. Con la sua voce baritonale, Meillon si produsse in frequenti doppiaggi, tra i più famosi dei quali c'è quello come narratore delle pubblicità della birra Victoria Bitter. Ancor oggi, la sua voce è usata per gli spot della Victoria Bitter. Morì a causa di una cirrosi epatica nel 1989.

## Vita privata
Nel 1958 sposò l'attrice australiana June Salter, da cui divorziò nel 1971. In seguito, si risposò nel 1972 con l'attrice Bunny Gibson. Suo figlio è John Meillon Jr.. È stato insignito della commenda dell'Ordine dell'Impero Britannico in occasione del Birthday Honours del 1979 per i servizi resi al teatro.

## Omaggi
- Nel 1980 fu aperto un bar in Inghilterra che porta il suo nome, The John Meillon OBE Bar.

## Filmografia

### Cinema
- L'ultima spiaggia (On the Beach), regia di Stanley Kramer (1959)
- I nomadi (The Sundowners), regia di Fred Zinnemann (1960)
- Colpo sensazionale (Offbeat), regia di Cliff Owen (1961)
- La pattuglia dei 7 (The Long and the Short and the Tall), regia di Leslie Norman (1961)
- L'affondamento della Valiant (The Valiant), regia di Roy Ward Baker (1961)
- Il giorno più lungo (The Longest Day), regia di Ken Annakin, Andrew Marton e Bernhard Wicki (1962) (non accreditato)
- Billy Budd, regia di Peter Ustinov (1962)
- Rapina al Cairo (Cairo), regia di Wolf Rilla (1963)
- Un buon prezzo per morire (The Running Man), regia di Carol Reed (1963)
- Squadriglia 633 (633 Squadron), regia di Walter Grauman (1964)
- Cannoni a Batasi (Guns at Batasi), regia di John Guillermin (1964)
- My Name's McGooley, What's Yours, serie tv, 88 episodi (1966-1968)
- Sono strana gente (They're a Weird Mob), regia di Michael Powell ed Emeric Pressburger (1966)
- Wake in Fright, regia di Ted Kotcheff (1971)
- L'inizio del cammino (Walkabout), regia di Nicolas Roeg (1971)
- Il ragazzo del mare (The Dove), regia di Charles Jarrott (1974)
- Le macchine che distrussero Parigi (The Cars that Ate Paris), regia di Peter Weir (1974)
- Il quarto desiderio (The Fourth Wish), regia di Don Chaffey (1976)
- A cavallo di un pony selvaggio (Ride a Wild Pony), regia di Don Chaffey (1976)
- Un uomo di spettacolo (The Picture Show Man), regia di John Power (1977)
- Mr. Crocodile Dundee ("Crocodile" Dundee), regia di Peter Faiman (1986)
- Mr. Crocodile Dundee 2 ("Crocodile" Dundee II), regia di John Cornell (1988)
- Not Quite Hollywood: The Wild, Untold Story of Ozploitation!, regia di Mark Hartley (2008)

### Televisione
- I gialli di Edgar Wallace (The Edgar Wallace Mystery Theatre) – serie TV, episodi 3x06-6x04 (1962-1965)
- Riviera Police – serie TV, episodio 1x07 (1965)

## Doppiatori italiani
Nelle versioni in italiano delle opere in cui ha recitato, John Meillon è stato doppiato da:
- Gianni Bonagura in Mr. Crocodile Dundee, Mr. Crocodile Dundee 2
- Oreste Lionello in L'affondamento della Valiant
- Riccardo Mantoni in Cannoni a Batasi